# Новоукраїнський комбінат хлібопродуктів
Новоукраїнський комбінат хлібопродуктів — підприємство харчової промисловості у місті Новоукраїнка Кіровоградської області. Філія ПАТ «Державна продовольчо-зернова корпорація України».

## Історичні корені
Новоукраїнський комбінат хлібопродуктів (Новоукраїнський КХП) — є філією і комерційним (фірмовим) найменуванням одного з провідних підприємств зернопереробної галузі України та має глибокі історичні корені.
Першооснову його матеріально-технічної бази склало колишнє млинарське господарство купця Варшавського, зокрема, зведений у цьому зернопродуктивному краї в 1894 році млин. На той час це була унікальна споруда, оснащена найновішим обладнанням, завезеним з Німеччини. У тамтешньому господарстві вже тоді працювало 35 робітників, які забезпечували переробку 100 тонн зерна на добу.
Понад 100-річний шлях становлення підприємства — це етапи ствердження найкращих традицій вітчизняної зернопереробної галузі, світових надбань та постійний розвиток, розбудова, створення і вдосконалення нових напрямків виробництва.
Сьогодні Новоукраїнський КХП являє собою мережу сучасних споруд, де виробничі технології відповідають найкращим зразкам та оснащенні модернізованим устаткуванням. Перебудова і розширення виробництва на комбінаті здійснювалося у рамках основної його функції — приймання, зберігання та відвантаження зерна. Нині підприємство Новоукраїнський КХП — це міцне зерноприймальне господарство потужністю 200 тис. тонн зерна.
Комбікормове виробництво комбінату бере початок з 1962 року із введення в дію малогабаритного універсального комбікормового заводу (МУКЗу). Сучасний комбікормовий завод потужністю 630 тонн на добу розрахований на виробництво всіх видів розсипних і гранульованих комбікормів став до ладу в 1981 році. У наш час[коли?] виробництво комбікормів базується, як на стандартних рецептурах, так і на рецептах за індивідуальними замовленнями. Новостворені рецептури розробляються з урахуванням наукових даних, напрацьованих у ході співробітництва з науково-дослідницькими закладами. На замовлення фермерів створюються рецептури будь-якого рівня складності, як традиційного напрямку (для домашньої птиці, ВРХ, свиней тощо), так і нетрадиційного (зокрема для фазанів, перепелів, страусів). Зазвичай, замовники отримують результати, що перевершують їх сподівання. Наступна стратегія комбікормового виробництва — випуск дрібно фасованих кормів різних видів.
Розгалуження комбінату розпочалося введенням в дію у 1985 році одного з найпотужніших в країні круп'яного заводу. Його спеціалізація — випуск зернових пластівців. Устаткування для виробництва пластівців закуплено у відомої західнонімецької фірми «Бюллєр», фахівці якої й виконували монтаж технологічних ліній.

## Сучасні дні
У 1999 році власними силами на базі круп'яного заводу оснащено цех з виробництва сухих сніданків з використанням технологій німецької фірми «HANNE».
У 2000 році — освоєно виробництво гречаної крупи.
З 2014 року на філії ПАТ «ДПЗКУ» Новоукраїнський КХП (Кіровоградська обл.) відновлено власне виробництво пластівців, невдовзі підприємство планує вийти нові на обсяги виробництва —  від 800 тонн до 1 000 тонн продукції на місяць.
Таким чином, нині асортимент круп'яної продукції перевищує 20 видів. Зернові пластівці, насамперед — вівсяні, житні, пшеничні, ячмінні, гречані, суміш вищої категорії «Екстра» та різні види мюслі є візитною карткою підприємства.
Зростають експортні поставки й в далеке зарубіжжя. Така популярність має міцне і надійне технічне підґрунтя: сучасне імпортне обладнання, передові технології і рецептури світу, раціональне використання сировини забезпечують дотримання природної цілісності, натуральності біологічної цінності, смакових властивостей виробів, тобто їх найвищу якість за доступною ціною. Безсумнівні переваги пластівців і мюслі торгової марки «Геркулес» підтверджують і престижні нагороди: «Вища проба», «Європейська якість», «Найкраща торгова марка України».
Щорічно у числі найвідоміших вітчизняних торгових марок круп'яні вироби Новоукраїнського КХП захищають честь України на престижних міжнародних виставках. Тільки за останні роки продукція комбінату була представлена в Росії, Польщі, Німеччині, Словаччині, Китаї та інших країнах світу.